# 坊城駅
坊城駅（ぼうじょうえき）は、奈良県橿原市東坊城町にある、近畿日本鉄道（近鉄）南大阪線の駅。駅番号はF26。

## 歴史
- 1929年（昭和4年）3月29日：大阪鉄道の古市 - 久米寺（現在の橿原神宮前）間延伸時に開業[1]。
- 1943年（昭和18年）2月1日：関西急行鉄道が大阪鉄道を合併[1]。関西急行鉄道天王寺線の駅となる。
- 1944年（昭和19年）6月1日：関西急行鉄道が南海鉄道（現在の南海電気鉄道）と合併して近畿日本鉄道が発足[1]。近鉄南大阪線の駅となる。
- 1993年（平成5年）3月17日：ホームが6両分に延伸される[2]。
- 2007年（平成19年）4月1日：PiTaPa使用開始[3]。

## 駅構造
相対式2面2線のホームを持つ駅で、改札・コンコースは地下、ホームは地上にある。区間急行が停車するため、ホーム有効長は6両分まで確保されている。トイレは2番ホーム上にあり、男女別の水洗式。
橿原神宮前駅管理の有人駅で、PiTaPa・ICOCA対応の自動改札機および自動精算機（回数券カードおよびICカードのチャージに対応）が設置されている。

### のりば
| のりば | 路線       | 方向 | 行先             |
| ------ | ---------- | ---- | ---------------- |
| 1      | F 南大阪線 | 下り | 橿原神宮前方面   |
| 2      | F 南大阪線 | 上り | 大阪阿部野橋方面 |

## 当駅乗降人員
近年における1日乗降人員の調査結果は以下の通り。
- 2023年11月7日：2,570人
- 2022年11月8日：2,550人
- 2021年11月9日：2,576人
- 2018年11月13日：3,119人
- 2015年11月10日：3,155人
- 2012年11月13日：3,207人
- 2010年11月9日：3,193人
- 2008年11月18日：3,374人
- 2005年11月8日：3,376人

## 利用状況
近年の1日平均乗車人員は以下の通りである。
| 年度               | 1日平均 乗車人員 |
| ------------------ | ---------------- |
| 1995年（平成7年）  | 2,546            |
| 1996年（平成8年）  | 2,431            |
| 1997年（平成9年）  | 2,314            |
| 1998年（平成10年） | 2,255            |
| 1999年（平成11年） | 2,149            |
| 2000年（平成12年） | 2,054            |
| 2001年（平成13年） | 2,001            |
| 2002年（平成14年） | 1,898            |
| 2003年（平成15年） | 1,880            |
| 2004年（平成16年） | 1,778            |
| 2005年（平成17年） | 1,765            |
| 2006年（平成18年） | 1,778            |
| 2007年（平成19年） | 1,776            |
| 2008年（平成20年） | 1,789            |
| 2009年（平成21年） | 1,750            |
| 2010年（平成22年） | 1,739            |
| 2011年（平成23年） | 1,730            |
| 2012年（平成24年） | 1,784            |
| 2013年（平成25年） | 1,800            |
| 2014年（平成26年） | 1,763            |
| 2015年（平成27年） | 1,804            |
| 2016年（平成28年） | 1,767            |
| 2017年（平成29年） | 1,758            |
| 2018年（平成30年） | 1,736            |
| 2019年（令和元年） | 1,710            |

## 駅周辺
- 橿原市立金橋小学校
- 橿原運動公園（橿原公苑とは別の運動場）
- 金橋郵便局
- 南都銀行坊城支店
- 大和信用金庫坊城支店
- イオンモール橿原
- オークワ橿原坊城店
- 大和高田バイパス新堂ランプ
- 京奈和自動車道橿原高田インターチェンジ

## 隣の駅
近畿日本鉄道
F 南大阪線
■急行
通過
■区間急行・■準急・■普通
浮孔駅 (F25) - 坊城駅 (F26) - 橿原神宮西口駅 (F27)